# Келли, Барри (гребец)
Ба́рри Ке́лли (англ. Barry Kelly; 24 сентября 1954, Байрон-Бей) — австралийский гребец-байдарочник, выступал за сборную Австралии в первой половине 1980-х годов. Участник двух летних Олимпийских игр, бронзовый призёр Игр в Лос-Анджелесе, победитель регат национального и международного значения.

## Биография
Барри Келли родился 24 сентября 1954 года в городе Байрон-Бей, штат Новый Южный Уэльс. Активно заниматься греблей начал в раннем детстве, проходил подготовку в одном из спортивных клубов Виктории.
Первого серьёзного успеха на взрослом международном уровне добился в 1980 году, когда попал в основной состав австралийской национальной сборной и благодаря череде удачных выступлений удостоился права защищать честь страны на летних Олимпийских играх в Москве — несмотря на то что Австралия бойкотировала эти соревнования по политическим причинам, Келли всё же съездил туда в качестве независимого спортсмена. Участвовал здесь в зачёте двухместных байдарок на пятистах метрах и в зачёте четырёхместных на тысяче — в обоих случаях дошёл до финальной стадии, но в решающих заездах показал пятый и восьмой результат соответственно.
После московской Олимпиады Келли остался в основном составе гребной команды Австралии и продолжил принимать участие в крупнейших международных регатах. Так, спустя четыре года он благополучно прошёл квалификацию на Олимпийские игры в Лос-Анджелесе, где вместе с напарником Грантом Кенни завоевал бронзовую медаль в программе байдарок-двоек на тысяче метрах — в финале их обошли только экипажи из Канады и Франции. Вскоре он принял решение завершить карьеру профессионального спортсмена, уступив место в сборной молодым австралийским гребцам.